# Michaił Simonow
Michaił Agafangiełowicz Simonow, ros. Михаил Агафангелович Симонов (ur. 29 marca 1871 r., zm. po 1922 r. w Polsce) – rosyjski wojskowy (generał major), emigrant.
W 1889 ukończył bachtinski korpus kadetów w Orle, zaś w 1891 aleksandrowską szkołę wojskową. Służył w stopniu podporucznika w 2 Brygadzie Artylerii. W 1894 awansował na porucznika. W 1897 ukończył studia na wydziale geodezyjnym nikołajewskiej akademii sztabu generalnego. Służył w stopniu sztabskapitana w sztabie Petersburskiego Okręgu Wojskowego. W 1899 r. w stopniu kapitana został oficerem korpusu topografów wojskowych. Objął dowództwo kompanii lejbgwardii Rezerwowego Pułku Piechoty. W 1903 w stopniu podpułkownika został starszym adiutantem w sztabie 22 Dywizji Piechoty. Następnie pełnił funkcję sztabsoficera do specjalnych poruczeń w sztabie XVIII Korpusu Armijnego. W 1905 r. dowodził batalionem lejbgwardii Pułku Strzeleckiego. Od 1907 r. w stopniu pułkownika był szefem sztabu 1 Okręgu Samodzielnego Korpusu Straży Pogranicznej. W 1913 r. został dowódcą 12 Wielikołuckiego Pułku Piechoty. Brał udział w I wojnie światowej. Od 1915 r. w stopniu generała majora był szefem sztabu XLVIII Korpusu Armijnego. W październiku 1917 r. został szefem oddziału etapowo-gospodarczego sztabu 5 Armii. W 1920 wyjechał do Polski. Po 1922 r. dalsze jego losy są nieznane.